# Три кондорова дана
Три кондорова дана (енгл. Three Days of the Condor), амерички је шпијунски акциони трилер филм из 1975. у режији Сиднија Полака. Сценарио су написали Лоренцо Семпл мл. и Дејвид Рејфил. У филму играју Роберт Редфорд, Феј Данавеј, Клиф Робертсон и Макс фон Сидоу.
Књишки истраживач ЦИА је шокиран када види да су сви његови сарадници изненада убијени. Пошто га убица прати на сваком кораку, он сада мора да схвати ко га жели мртвог.

## Радња
Мала фирма у Њујорку, коју чини осам запослених, за ЦИА прикупља цурења информација из медија и других отворених извора о раду ове организације у разним регионима света. Џо Тарнер (радни псеудоним – „Кондор“), запослени у овој канцеларији, на кратко напушта канцеларију да би купио сендвиче за своје колеге током паузе за ручак. Због кише скреће пречицом и излази из канцеларије на задња врата; ово му, на крају, спасава живот: враћајући се са ручком у канцеларију, открива да је све његове колеге хладнокрвно и методично убио неко - укључујући и девојку коју је волео. Касније, Турнер сазнаје да је убијен и радник који је одлучио да тог дана не иде на посао - убијен је код куће, у кревету...
Кондору је несхватљив мотив овог масакра – иако је био радник ЦИА-е, бавио се, као и цео његов ресор, чисто папиролошким радом и није се бавио тајном документацијом. Кондор телефоном контактира надређене, пријављује шта се догодило и тражи састанак са представницима руководства. Руководство ЦИА шаље агента Викса, који је долетео из Вашингтона, да се састане са Кондором. Међутим, опрезни и разборити Кондор, већ на састанку, изненада схвата да Викс заправо планира да га елиминише као непотребног сведока, користећи свог блиског пријатеља као мамац. Међутим, Тарнер успева да преживи, али сада схвата да не може да верује својим колегама из ЦИА. Убица Жубер и његови помоћници почињу лов на Кондора.
Кондор хвата странца по имену Кети Хејл и крије се у њеном стану, одакле започиње сопствену истрагу. На крају, Тарнер долази до главе ове завере и покушава да избије информације из њега. Он успева да сазна да га прогони тајна организација створена у оквиру ЦИА, на чији је траг, не слутећи, напао током истраживања у канцеларији. Али вођу завереника неочекивано убија Жубер, који сада има новог послодавца. Жубер нема ништа против Кондора и упозорава да ће он ионако пре или касније бити убијен. „Доћи ће ауто у који ће седети твој најбољи пријатељ, намамиће те унутра и то је то.
Нешто касније, Тарнер упознаје свог шефа Хигинса. Тарнер му каже да ће писмо које описује ову причу отићи уредницима Њујорк тајмса, у чијој се канцеларији налазе. „Јесте ли сигурни да ће то одштампати?“ пита га Хигинс.